# Palazzo Statella
Il Palazzo Statella è un palazzo storico di Napoli, situato in piazza Vittoria.

## Storia e descrizione
Venne eretto dalla famiglia Statella principi di Cassaro. La sua fondazione risale con ogni probabilità agli anni '30 del XIX secolo quando il principe Antonio Statella, nominato ministro degli esteri, decise di stabilire il ramo della famiglia in quel punto della città. Nel dopoguerra venne sopraelevato di un piano.
La struttura è neoclassica e al centro si apre un portale a tutto sesto tozzo in piperno con bugne lievemente accennate. Il resto si eleva su quattro piani eccetto il mezzanino. Le finestre sono decorate con una semplice cornice sormontata da trabeazione.
I prospetti esterni del palazzo sono stati restaurati in tempi recenti.

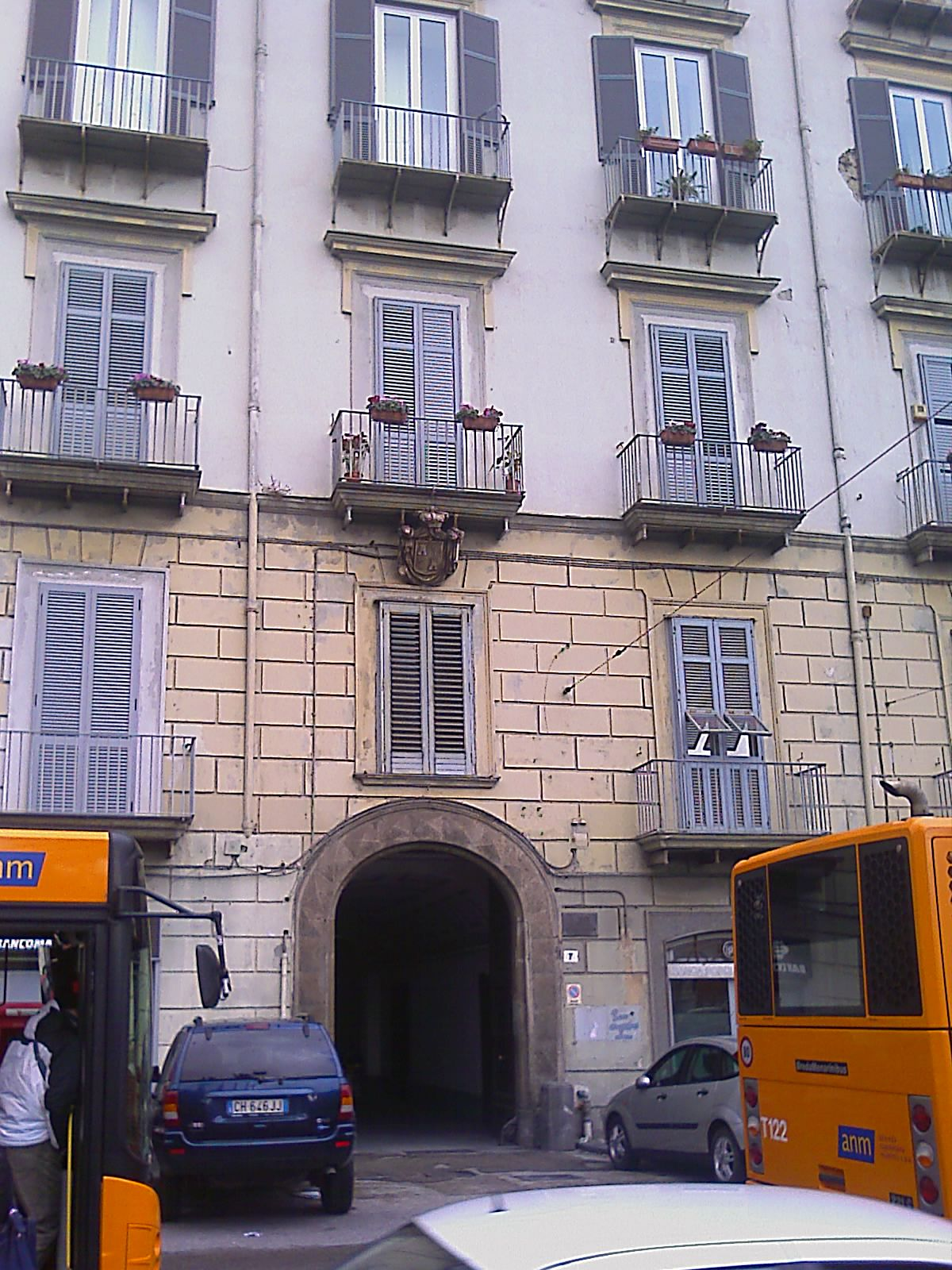
Portale, mezzanino e stemma (prima del recente restauro)